# Speno
Speno est une entreprise suisse de travaux publics, spécialisée dans les travaux ferroviaires et la fabrication d'engins spécialisés dans l'entretien des voies.

## Production

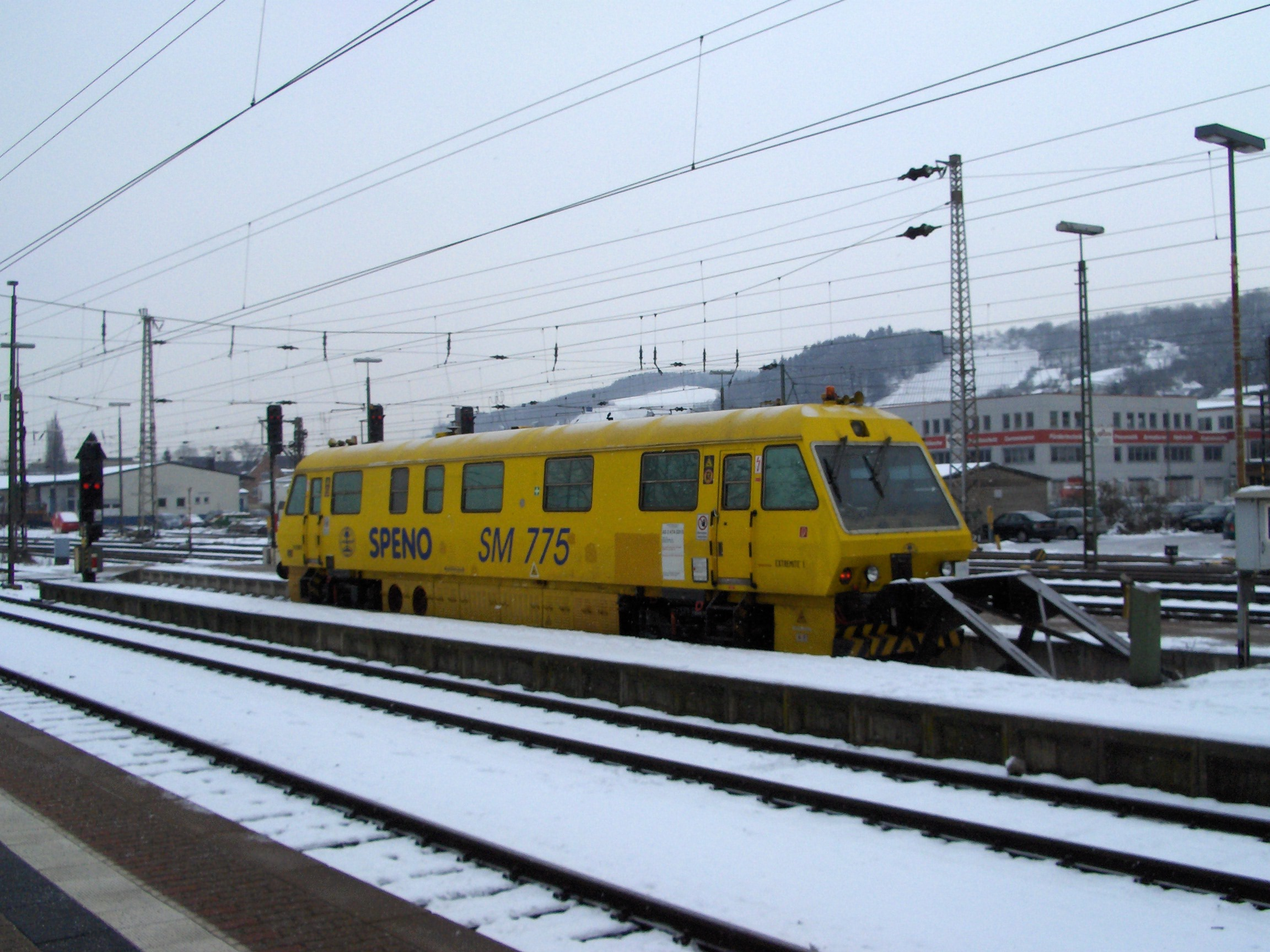
Autorail de mesure SM 775, pour la détection et l'enregistrement des profils de rails, en gare de Trèves. Système d'analyse laser. Puissance générale 250 kW. Masse 45 000 kg. Longueur 18 m. Vitesse de déplacement 80 km/h. Vitesse de mesure 60 km/h
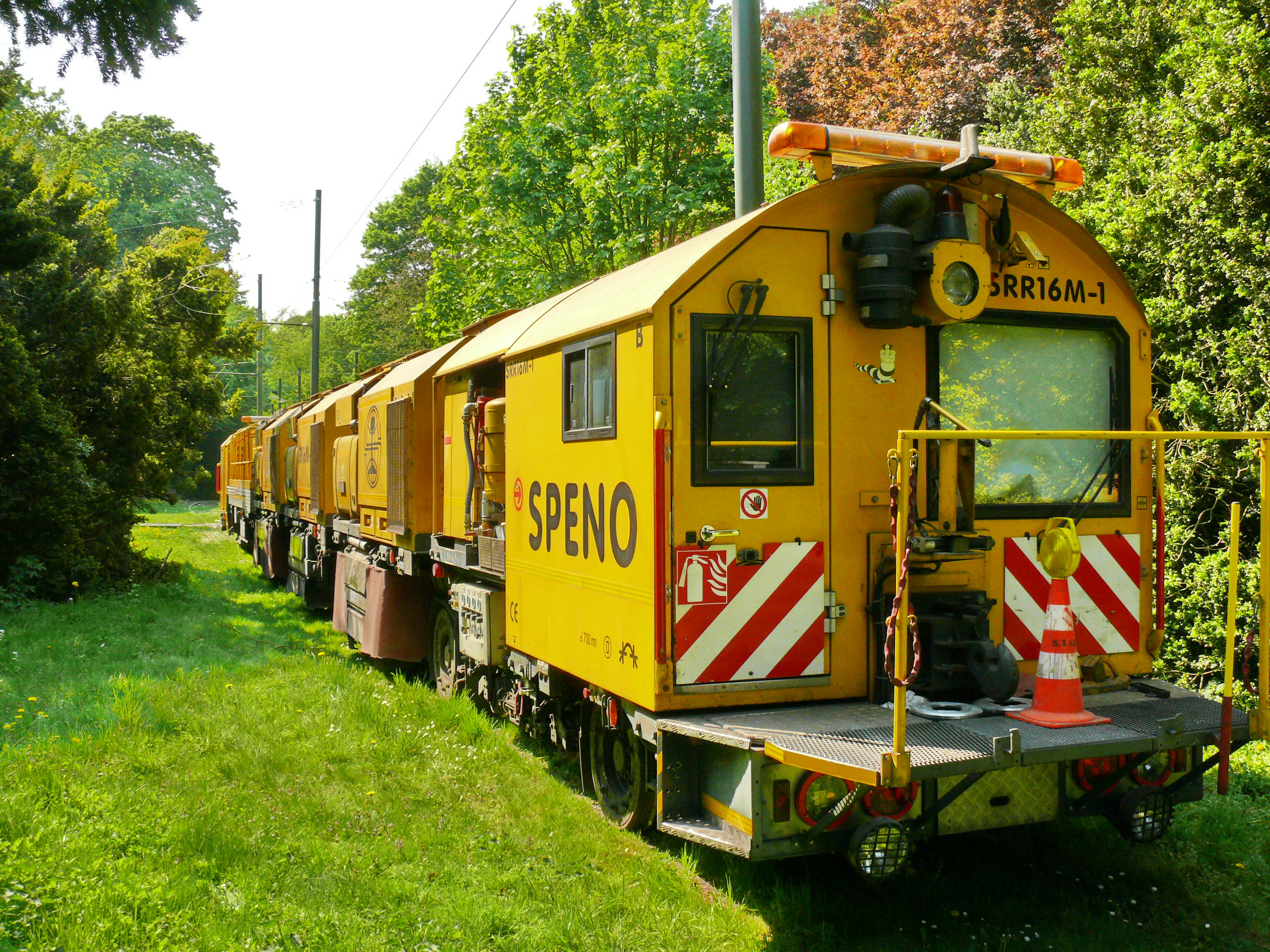
Train meuleur SRR16M-1 des voies du tramway de Bruxelles, spécialisé pour les environnements urbains à fortes contraintes